# Heidrunea lobrita
Espèce
Heidrunea lobrita est une espèce d'araignées aranéomorphes de la famille des Trechaleidae.

## Distribution
Cette espèce est endémique d'Amazonas au Brésil,. Elle se rencontre dans le bassin du rio Tarumã-Mirim.

## Description
La femelle holotype mesure 4,30 mm, les femelles mesurent de 3,30 à 4,30 mm.

## Publication originale
- Brescovit & Höfer, 1994 : Heidrunea, a new genus of the spider subfamily Rhoicininae (Araneae, Trechaleidae) from central Amazonia, Brazil. Andrias, vol. 13, p. 71-80.